# 鶴亀ワルツ
鶴亀ワルツ（つるかめワルツ）は里中満智子の漫画作品。またそれを原作とするテレビドラマ。

## テレビドラマ
1998年11月7日～12月12日にNHKBS2で、地上波では1999年1月6日～2月10日にNHK総合テレビジョン「水曜シリーズドラマ」で放送された。

### キャスト
- 桂木あゆ子 - 菅野美穂
- 三崎千恵子
- 有馬稲子
- 照子 - 宝生あやこ
- 丹阿弥谷津子
- 留吉 - 下川辰平
- 杉山とく子
- 森山周一郎
- 教授 - 草薙幸二郎

### スタッフ
- 脚本 - 松原敏春[1]
- 音楽 - 桑原研郎[1]
- 演出 - 門脇正美[1]、後藤高久[1]

### 主題歌
- ユースケ・サンタマリア「鶴亀ワルツ」[1]

### サブタイトル
1. ゴールデンタイム
2. カラオケの女王
3. 涙のキノコ騒動
4. 恋の漁火
5. 春の目覚め
6. ハッピーウエディング